# 伯爾尼國際
伯爾尼國際（英語：Berne International），正式名称是社会主义国际（Socialist International），又被称作黄色国际。该组织成立於1919年2月5日，為第二國際因第一次世界大戰爆發而分裂之後所建立的組織。
第一次世界大戰爆發時，第二國際的成員們紛紛支持自己所屬國家的政府，因而違背了組織的原則，進而破壞了第二國際的團結性。随後，「社會愛國主義者」與組織中較為右傾的改良主義者以及反戰人士決裂。接著，和平主義者、革命左派以及部分中派也離開了第二国际。1916年，第二國際实质上瓦解。
1915年7月，一些反戰團體在於伯爾尼召開籌備會議。同年9月，他们又在靠近伯爾尼的齐美尔瓦尔德召開會議。主持者為瑞士社會民主黨的罗伯特·格林。接著他們又於1916年4月在昆塔尔開會。1918年底，西歐各國社會黨左派於彼得格勒聚會；翌年1月，於莫斯科通過《告39個共產主義團體書》。1919年3月，共产国际在莫斯科成立。
作为回应，原第二國際右派和中派的美、英、法、德等26個政黨的代表，於2月3日在瑞士伯爾尼舉行會議，選出社會主義國際執行委員會，5日公開宣布恢复第二國際。1920年7月31日至8月4日，他们在日内瓦举行大会，宣布第二国际正式重建。由于倡议重建的会议在伯尔尼举行，所以该组织又被称为“伯尔尼国际”。
以布尔什维克党為首的無產階級政黨指责它鼓吹資產階級民主、反對無產階級專政，以及支持帝國主義戰胜國操縱的國際聯盟，因此認為它是一個黃色的、背叛的、變節的國際，故稱它為“黃色國際”。
1921年，由于意见分歧，原第二国际中派脱离伯尔尼国际，另行组建社会党国际工人联合会（维也纳国际）。1923年，出于对共产国际的迅速发展的担忧，维也纳国际又与伯尔尼国际合并为社会主义工人国际。

## 外部連結
- Lenin's speech to the ISC at Berne（页面存档备份，存于）